# Prusice (Praha-východ)
Prusice é uma comuna checa localizada na região da Boêmia Central, distrito de Praha-východ.